# Finlands flygvapen
Finlands flygvapen (på svenska i Finland kallat flygvapnet, på finska ilmavoimat) är en av Finlands försvarsmakts tre försvarsgrenar samt ett av de äldsta aktiva flygvapnen i världen, då det bildades redan 6 mars 1918.

## Historia

### Flygvapnets uppkomst

Den finländska svastikan användes som symbol till andra världskrigets slut.

Den svenske greven Eric von Rosen skänkte en Thulin Typ D, en svenskbyggd version av en fransk Morane-Saulnier till det nyligen självständiga Finland. Flygplanet flögs från Umeå den 6 mars 1918 med Nils Kindberg som pilot, och landade på isen utanför Vasa. Greven medföljde som passagerare. Flygplanet blev det finska flygvapnets första flygplan.
Senare anlände ytterligare ett Morane och tre Albatros-N.A.B.-biplan från Sverige. Två av Albatros -flygplanen erhölls som gåvor och ett köptes. Det finska inbördeskriget var i full gång och syftet med flygplanen var att använda dessa som stöd till regeringens truppers, alltså de vitas krigsoperationer. Flygplanen visade sig dock inte passa för krigets karaktär. Det fanns inga finländska piloter, utan piloterna och mekanikerna kom från Sverige.
Det självständiga Finlands första flygplats placerades vid Kolho strand. Man förberedde platsen för tre flygplan. Det första flygplanet fördes dit via järnväg den 7 mars 1918. Den 17 mars 1918 lyfte för första gången ett flygplan från isen vid Kolho. Den första krigsoperativa flygningen genomfördes i riktning mot Lyly varvid man erhöll information om de rödas rörelser. När stridigheterna började närma sig Tammerfors flyttades flygstationen först till Orivesi och sedan till Tammerfors vid sjön Kaukajärvi.

### Pariskonventionen 1947
Efter vapenstilleståndet befann sig Finlands flygvapen i flygförbud fram tills 1946, på order av kontrollkommissionen. Det enda undantaget var de flygoperationer som genomfördes i samband med Lapplandskriget. 
Finlands flygvapen fick länge hålla till godo med propellerflygplan eftersom man hade mera akuta behov för den utländska valutan och till exempel USA vägrade till och med att sälja kolvmotorer åt Finland eftersom man ansåg att landet var förlorat till kommunismen. Flygplan med invändiga bombräcken och robotar var förbjudna enligt fredsfördraget. De Iljushin Il-28 -bombplan som senare kom att användas av Finlands flygvapen användes enbart som målbogserings- och fotospaningsflygplan.
Jaktplanens mängd begränsades till 60 flygplan, men förbudet övervakades inte.

### Efter 1945
De inhemska flygplanens konstruktion och teknik baserades på de delar (motorer mm.), som fanns att tillgå från de egna lagren. Valmet Vihuri baserade sig på Blenheims överloppsmotorer och på Pyörremyrskys vingkonstruktion. Flygplanet var bra, men bl.a. på grund av brist på flygdisciplin råkade flygplanstypen ut för ett större antal olyckor och den finländska flygplansutvecklingen tog också en paus på 15 år.
Övergången till flygplan utrustade med jetmotorer i Finland skedde och baserades i Finland på att man köpte flygplan där man hade råd och inte på grund av deras flygegenskaper. Det första jetplan som Finlands flygvapen använde var det engelska De Havilland Vampire.
Saab 35 Draken betydde ett tekniskt språng framåt eftersom flygplanet monterades i Finland. I och med ibruktagandet av dessa flygplan kom Finland med in i jaktrobotsåldern. 
Finlands flygvapen opererade under 1990-talets senare hälft alla finländska luftfarkoster. Helikoptern är främst en transport- och räddningsfarkost. I den ursprungliga planeringen tänkte man sig inga trupptransporter fastän fallskärmsjägarna tränades för krigsoperationer i samverkan med helikoptrarna. När man år 1997 överförde en del av helikoptrarna till landstridskrafterna var detta ett tecken på en förändring i tankegångarna. 
| Flygplansanskaffningarna på 1950-talet | Flygplansanskaffningarna på 1950-talet | Flygplansanskaffningarna på 1950-talet   | Flygplansanskaffningarna på 1950-talet |
| Namn | Antal                                  | Beskrivning                              | Aktiv                                  |
| --- | -------------------------------------- | ---------------------------------------- | -------------------------------------- |
| De Havilland Canada DHC-2 Beaver | 3                                      | Transportplan                            | 1958-1971                              |
| De Havilland DH 100 Vampire Mk.52 | 6                                      | Jaktplan                                 | 1954-1965                              |
| De Havilland DH Vampire Mk.52 | 9                                      | Övningsjaktplan                          | 1953-1965                              |
| Folland Gnat Mk.1 | 13                                     | Jaktplan                                 | 1958-1974                              |
| Fouga Magister | 80                                     | Jetövningsplan                           | 1958-88                                |
| Hunting Percival Pembroke C.Mk.53 | 2                                      | Flygfotograferingsplan                   | 1956-1968                              |
| SAAB 17A | 2                                      | Målbogsering                             | 1959-1961                              |
| Saab 91D Safir | 36                                     | Grundskolplan                            | 1958-1982                              |
| Valmet Tuuli III | 1                                      | Grundskolplan [1]                        | 1957-1959                              |
| Valmet Vihuri I, II, III | 51                                     | Skolningsflygplan                        | 1951-1959                              |
| (1) Flygplanet tävlade i grundskolplansklassen men visade sig vara mycket dyrare än Saab Safir. |                                        |                                          |                                        |
| Flygplansanskaffningarna på 1960-talet |                                        |                                          |                                        |
| Namn | Antal                                  | Beskrivning                              | Aktiv                                  |
| Agusta Bell 206A | 1                                      | Helikopter                               | 1968-1979                              |
| Douglas DC-3 | 9                                      | Civilt transportplan av typen C-47       | 1960-1984                              |
| Iljusjin Il-28 | 4                                      | Målbogsering havsövervakning flygspaning | 1960-1981                              |
| MiG-15UTI "Mukelo" | 4                                      | Tvåsitsigt övningsplan                   | 1962-1977                              |
| MiG-21F-13 | 22                                     |                                          | 1963-1986                              |
| MiG-21U | 2                                      | Skolningsplan                            |                                        |
| MiG-21UM | 4                                      | tvåsitsigt träningsplan                  |                                        |
| Mil Mi-4 | 3                                      | Helikopter                               | 1961-1979                              |
| Sud-Aviation S.E.3130 Alouette II 313B | 2                                      | Helikopter                               | 1966-1975                              |
| Flygplansanskaffningarna på 1970-talet |                                        |                                          |                                        |
| Namn | Antal                                  | Beskrivning                              | Aktiv                                  |
| Britten-Norman Islander | 1                                      |                                          | 1974-1975                              |
| Cessna 402B Businessliner | 2                                      |                                          | 1975-1984                              |
| Hughes 369HS, 369HM och 369D (500C och 500D) |                                        | Helikopter                               | 1975-                                  |
| MiG-21bis | 26                                     | Jaktplan                                 | 1977-1998                              |
| Mil Mi-8P | 2 [2]                                  | Helikopter                               | 1973-                                  |
| Mil Mi-8T | 5                                      | Helikopter                               | 1973-                                  |
| Piper PA-R-200 Cherokee Arrow II och PA-28RT-201 Arrow IV | 6                                      |                                          | 1974-                                  |
| Saab 35BS Draken | 6 [3]                                  | Jaktplan                                 | 1972-1997                              |
| Saab 35CS Draken | 5 [4]                                  |                                          | 1976-2000                              |
| Saab 35FS Draken | 24 [5]                                 | Jaktplan                                 | 1976-2000                              |
| Saab 35XS Draken | 12 [6]                                 | Jaktplan                                 | 1976-2000                              |
| Piper PA-31 Navajo och PA-31-350 Chieftain | 6                                      |                                          | 1974-1975                              |
| (2) Ursprungligen 10 st P och T. (3) Sex stycken hyrdes ursprungligen ut åt Finland och dessa köptes senare. (4) Tre stycken tvåsitsiga Sk 35C köptes år 1976 och ytterligare två iordningställda Sk 35 C införskaffades år 1984. (5) Sex stycken allväders jaktplan 1977- och 18 iordningställda J 35F 1984-. (6) I Finland ihopmonterade 35XS -flygplan 1974-1975 för Tavastlands flygflottilj. |                                        |                                          |                                        |
| Flygplansanskaffningarna på 1980-talet |                                        |                                          |                                        |
| Namn | Antal                                  | Beskrivning                              | Aktiv                                  |
| Fokker F27 Friendship | 3                                      |                                          | 1980-                                  |
| Valmet L-70 Vinka | 30                                     | Skolflygplan                             | 1980-                                  |
| British Aerospace Hawk Mk.51 | 50                                     | Skoljetplan                              | 1980-                                  |
| Gates Learjet 35A/S | 3                                      |                                          | 1982-                                  |

## Finlands flygvapen idag
Vid ingången av år 2010 bestod Finlands flygvapen av följande trupp- och skolförband:

### Ledning
- Staben för flygvapnet, Tikkakoski

### Flygflottiljer
- Lapplands flygflottilj, Rovaniemi
- Satakunta flygflottilj, Tammerfors
- Karelens flygflottilj, Kuopio

### Skolflottiljer
- Luftkrigsskolan, Tikkakoski
- Flygkrigsskolan, Kauhava
- Flygvapnets tekniska skola, Halli

### Anstalter
- Flygteknikanstalten, Tammerfors
- Flygvapnets signalteknikanstalt, Tikkakoski
- Signalprovanstalten, Tikkakoski

## Materiel och teknik
Under tiden efter kriget var flygvapnet och statsledningen tvunget att försöka balansera mellan öst och väst på grund av Finlands politiska position. Man försökte inhandla egenskapsmässigt dugliga flygplan. Valmet Vinka och Redigo var de senaste flygplanen som producerades av den finländska flygindustrin.
Under 1990-talet började man processen att övergå till en enda jaktplanstyp, vilket även var en trend som försiggick i andra länder. 
| Bild | Flygplan          | Versioner                            | Ursprung                                         | Typ                          | Beställda | Antal i tjänst | Övrigt                                                                |
| ---- | ----------------- | ------------------------------------ | ------------------------------------------------ | ---------------------------- | --------- | -------------- | --------------------------------------------------------------------- |
|      | F-35 Lightning II | F-35A                                | USA                                              | Enhetsflygplan               | 64        |                | Första leverans 2026                                                  |
|      | F-18 Hornet       | F-18CF/A-18D                         | USA (Finland)USA                                 | Jaktflygplan/Jetskolflygplan | 577       | 557            | Licensbyggda av PatriaHaveri av ett flygplan den 21 januari 2010      |
|      | BAE Systems Hawk  | Mk 51Mk 51AMk 66                     | Storbritannien (Finland)Storbritannien (Schweiz) | Avancerat jetskolflygplan    | 50718     | 427?           | Licensbyggda av ValmetTilläggsorder av Mk 51Ibruktagande år 2011-2012 |
|      | Valmet L-70       | Vinka                                | Finland                                          | Skolflygplan                 | 30        | 28             |                                                                       |
|      | Valmet L-90       | Redigo                               | Finland                                          | Sambandsflygplan             | 10        | 7              |                                                                       |
|      | Pilatus PC-12     | NG                                   | Schweiz                                          | Sambandsflygplan             | 6         | 6              |                                                                       |
|      | Learjet 35        | A/S                                  | USA                                              | Transportflygplan            | 3         | 3              |                                                                       |
|      | Fokker F-27       | F27-200 FriendshipF27-400M Troopship | Nederländerna                                    | Transportflygplan            | 21        | 1              |                                                                       |
|      | EADS CASA C-295   | M                                    | Spanien                                          | Transportflygplan            | 3         | 3              |                                                                       |

### Helikoptrar
| Namn                                     | Antal | Typ                 | Från | Till | Övrigt                                       |
| ---------------------------------------- | ----- | ------------------- | ---- | ---- | -------------------------------------------- |
| Mil Mi-1                                 | 4     | SAR                 | 1961 | 1967 |                                              |
| Mil Mi-4                                 | 3     | Transporthelikopter | 1962 | 1979 |                                              |
| Sud-Aviation S.E. 3130(313B) Alouette II | 2     |                     | 1966 | 1975 |                                              |
| Agusta Bell 206A Jet Ranger              | 1     |                     | 1968 | 1979 |                                              |
| Mil Mi-8P                                | 2     | Transporthelikopter | 1973 | 1996 | 1997 överfördes de till den finländska armén |
| Mil Mi-8T                                | 5     | Transporthelikopter | 1973 | 1996 | 1997 överfördes de till den finländska armén |
| Hughes MD500 D                           | 1     | Skolhelikopter      |      |      |                                              |
| Hughes MD500 E                           | 7     | Skolhelikopter      |      |      |                                              |

## Lista över finska flygvapnets materiel
Se Lista över finska flygvapnets flygplan